# The New Beginning in Sapporo (2018)
The New Beginning in Sapporo (2018) est un pay-per-view annuel de catch (lutte professionnelle) organisé par la New Japan Pro Wrestling. 
L'événement a eu lieu le 27 et 28 janvier 2018 à Sapporo, dans la région d'Hokkaidō au centre sportif préfectoral d'Hokkaidō. La première nuit de l'événement comportait neuf matches, dont deux étaient disputés pour les championnats, tandis que la deuxième nuit comptait deux matches de championnat sur neuf matches au total. Dans l'événement principal de la première soirée, Minoru Suzuki a battu Hiroshi Tanahashi pour devenir le nouveau IWGP Intercontinental Championship , et la deuxième nuit Jay White a battu Kenny Omega pour devenir le nouveau |IWGP Unites States Heavyweight Championship . C'était le treizième événement sous le nom de New Beginning et le second à se dérouler à Sapporo.

## Contexte
Les spectacles de la New Japan Pro Wrestling en paiement à la séance sont constitués de matchs aux résultats prédéterminés par les scénaristes de la NJPW. Ces rencontres sont justifiées par des storylines — une rivalité avec un catcheur, la plupart du temps — ou par des qualifications survenues dans les shows précédents. Tous les catcheurs possèdent un gimmick, c'est-à-dire qu'ils incarnent un personnage gentil ou méchant, qui évolue au fil des rencontres. Un pay-per-view comme The New Beginning est donc un événement tournant pour les différentes storylines en cours.

## Tableau des matchs

### 1erjour
| #                                                                          | Match | Stipulation                                                               | Temps |
| -------------------------------------------------------------------------- | --- | ------------------------------------------------------------------------- | ----- |
| 1                                                                          | Michael Elgin bat Katsuya Kitamura | Match simple                                                              | 8:04  |
| 2                                                                          | Jushin Liger,Yujiro Kushida,Hiroyoshi Tenzan,Ryusuke Taguchi et Tiger Mask IV battent Suzuki-gun (El Desperado,Taichi,Taka Michinoku,Takashi Iizuka et Yoshinobu Kanemaru | Ten-Man tag team match                                                    | 8:06  |
| 3                                                                          | Chaos (Tomohiro Ishii et Toru Yano) battent Bullet Club (Chase Owens,Yujiro Takahashi)                                                                                    | Match par équipe                                                          | 7:06  |
| 4                                                                          | Bullet Club (Bad Luck Fale,Tama Tonga et Tonga Loa (c) battent Taguchi Japan(Toa Henare,Ryusuke Taguchi et Togi Makabe                                                    | 6-Man Tag Team match pour le NEVER Openweight 6-Man Tag Team Championship | 9:15  |
| 5                                                                          | Bullet Club (Cody,Hangman Page et Marty Scurll) battent Kota Ibushi,Juice Robinson et David Finlay                                                                        | 6-Man Tag Team match                                                      | 10:47 |
| 6                                                                          | Los Ingobernables de Japan (Hiromu Takahashi et Tetsuya Naito battent Chaos (Will Ospreay et Yoshi-Hashi                                                                  | Match par équipe                                                          | 11:19 |
| 7                                                                          | Chaos (Gedo,Hirooki Goto et Kazuchika Okada battent Los Ingobernables de Japan (Bushi,Evil et Sanada                                                                      | 6-Man Tag Team match                                                      | 11:54 |
| 8                                                                          | The Elite (Kenny Omega,Nick Jackson et Matt Jackson battent Chaos (Jay White,Sho et Yoh                                                                                   | 6-Man Tag Team match                                                      | 10:53 |
| Main-Event                                                                 | Minoru Suzuki bat Hiroshi Tanahashi (c) par arrêt de l'arbitre | Match simple pour le IWGP Intercontinental Championship.                  | 32:28 |
| (c) – désigne le(s) champion(s) défendant son/leurs titre(s) dans le match | |                                                                           |       |

### 2ejour
| #                                                                          | Match | Stipulation                                                         | Temps |
| -------------------------------------------------------------------------- | --- | ------------------------------------------------------------------- | ----- |
| 1                                                                          | Juice Robinson bat Katsuya Kitamura | Match simple                                                        | 9:16  |
| 2                                                                          | Suzuki-gun (El Desperado,Taichi,Taka Michinoku et Yoshinobu Kanemaru battent Jushin Liger,Ryusuke Taguchi, Shota Unimo et Tiger Mask IV                        | 8-Man Tag Team match                                                | 8:32  |
| 3                                                                          | Chaos (Tomohiro Ishii,Toru Yano) battent Bullet Club (Leo Tonga,Yujiro Takahashi)                                                                              | Match par équipe                                                    | 6:16  |
| 4                                                                          | Bullet Club (Bad Luck Fale, Chase Owens, Tama Tonga, and Tonga Loa) bat Tomoyuki Oka, Hiroyoshi Tenzan, Manabu Nakanishi, and Togi Makabe                      | 8-Man Tag Team match                                                | 9:04  |
| 5                                                                          | Suzuki-gun (Minoru Suzuki et Takashi Iizuka battent Toa Henare et Michael Elgin                                                                                | Match par équipe                                                    | 8:18  |
| 6                                                                          | Bullet Club (Cody,Hangman Page et Marty Scurll battent David Finlay,Kota Ibushi et Kushida                                                                     | 6-Man Tag Team match                                                | 10:30 |
| 7                                                                          | Los Ingobernables de Japan (Bushi,Evil,Hiromu Takahashi,Sanada et Tetsuya Naito) battent Chaos (Gedo,Hirooki Goto,Kazuchika Okada,Will Ospreay et Yoshi-Hashi) | 10-Man tag team match                                               | 12:19 |
| 8                                                                          | Roppongi 3K (Sho et Yoh) battent The Young Bucks (Matt Jackson et Nick Jackson) (c)                                                                            | Match par équipe pour le IWGP Junior Heavyweight Tag Team Champions | 22:34 |
| 9                                                                          | Jay White bat Kenny Omega (c) | Match simple pour le titre poids lourds des états-unis IWGP         | 29:54 |
| (c) – désigne le(s) champion(s) défendant son/leurs titre(s) dans le match | |                                                                     |       |